# هندسه مطلق
هندسهٔ مطلق (به انگلیسی: Absolute Geometry)، به هندسه‌ای گفته می‌شود که در آن چهار اصل وجود دارد و اصل پنجم در اثبات قضیه‌ها مورد استفاده قرار نگرفته است.
اقلیدس، ۲۸ قضیه نخست در کتاب «اصول» را بر اساس چهار اصل موضوع نخست اثبات کرد و از قضیه ۲۹ بود که استفاده از اصل پنجم آغاز شد. در واقع پس از آن که اصل توازی موجب انشقاق هندسه شد ریاضی‌دان‌ها هندسهٔ بدون استفاده از اصل توازی ابداع کردند که به آن هندسهٔ مطلق می‌گویند. اگر بخواهیم بر اساس «مبانی هندسه» هیلبرت تعریف خود را گسترش دهیم، هندسهٔ نتاری مربوط به آن قضایای می‌شود که با استفاده از بنداشت‌های وقوع، میانبود، قابلیت انطباق و پیوستگی و بدون استفاده از بنداشت توازی ثابت شوند. یانوش بویویی به این نوع هندسه، هندسهٔ مطلق می‌گفت اما «و. پرنوویچ» و «م. جردن» نام هندسه خنثی را برای آن برگزیدند.